# Valerii Redkozubov
Valerii Redkozubov est un skieur handisport russe, né le 20 juillet 1972.

## Palmarès

### Jeux paralympiques
| Épreuve / Édition | Vancouver 2010 | Sotchi 2014 | Pyeongchang 2018 |
| Descente          |                |             |                  |
| Super-G           |                | 6e          | 6e               |
| Slalom géant      | 11e            | Bronze      | 6e               |
| Slalom            | DNF            | Or          | Bronze           |
| Super combiné     |                | Or          | Bronze           |